# Vendôme
Pour les articles homonymes, voir Vendôme (homonymie).
Vendôme est une commune du Centre-Ouest de la France, sous-préfecture du département de Loir-et-Cher, en région Centre-Val de Loire. Elle est également la troisième plus grande ville du département, derrière Blois et Romorantin-Lanthenay.
Elle se trouve entre les régions naturelles du Perche au nord et de la Petite Beauce au sud, au pied du Loir. À l'entrée de la ville, la rivière se divise et la sillonne en plusieurs plus petits cours d'eau. La forêt de Vendôme se trouve être l'un des vestiges méridionaux, avec la forêt de Fréteval et quelques bois parsemés, de l'immense forêt qui constituait le Perche d'origine, la Sylva Pertica.
La ville a une riche histoire médiévale et de nombreux monuments historiques.
Ses habitants s'appellent les Vendômois et Vendômoises.

## Géographie

### Localisation
Vendôme est située sur le Loir, son altitude varie de 76 m à 141 m. La ville est longtemps restée une île urbaine dans un horizon et un territoire globalement rural. Elle était sur le plan morphologique d’ailleurs une île au centre du bras du Loir, loin encore des coteaux qu'elle n’a atteint qu'au XXe siècle. La ville est au centre d'un quadrilatère de villes, Tours, Le Mans, Chartres, Orléans et Blois, qui entretiennent toutes un rapport particulier à Paris. Vendôme est à la fois au sud du Perche et à l'articulation entre la Beauce et les confins de la Touraine.
La ville s'est construite au creux d'un méandre du Loir, là où le lit du cours d'eau longe le coteau le plus abrupt. Cette configuration a favorisé l'émergence au Nord, d'une vaste plaine alluviale où les cultures, puis la ville ont pu se développer. Le relief modèle aussi le paysage vendômois. Le périmètre communal est un trait d'union entre les deux plateaux de part et d'autre de la vallée. Les coteaux nord et sud constituent ainsi deux horizons boisés visibles depuis le cœur de la ville. Les masses boisées plus vastes du bois de l’Oratoire et dans une moindre mesure du bois d’Huchiny constituent deux seconds fronts perceptibles depuis les plateaux.
Vendôme est située à 33 km de Blois, 40 km de Châteaudun, 57 km de Tours, 73 km d'Orléans, 76 km du Mans, 87 km de Chartres ,130 km de Chatellerault ,148 km d'Angers ,161 km de Laval ,164 km de Poitiers et 174 km de Paris. La gare TGV située à côté de Villiers-sur-Loir (à 5,8 km du centre de Vendôme) rejoint Paris en 42 minutes.

### Communes limitrophes
- dans le 1er canton de Vendôme :
  - Azé, Naveil et Villiers-sur-Loir ;
- dans le 2e canton de Vendôme :
  - Areines, Sainte-Anne, Saint-Ouen et Villerable ;
- dans le canton de Saint-Amand-Longpré (arrondissement de Vendôme) :
  - Crucheray ;
- dans le canton de Selommes (arrondissement de Vendôme) :
  - Coulommiers-la-Tour.

| Villiers-sur-Loir | Azé         | Saint-Ouen          |
| Naveil            | Vendôme     | Areines             |
| Villerable        | Sainte-Anne | Coulommiers-la-Tour |

### Sous-sol et hydrologie
Le Vendômois se situe sur l'auréole sédimentaire ouest du bassin de Paris, proche de la remontée structurale du socle armoricain et s'inscrit dans le domaine du Crétacé supérieur. Le socle primaire parait situé autour de 900 m de profondeur et les formations secondaires jurassiques sont estimées à 500 m d'épaisseur. Seul le substrat crétacé supérieur affleure au niveau des flancs abrupts des vallées. Le Turonien est largement représenté sur la vallée du Loir. Le Coniacien, le Santonien et le Campanien sont surtout visibles à Vendôme. Les formations tertiaires sont bien différenciées et affleurantes.
Au Quaternaire, des dépôts limoneux recouvrent les plateaux. Les flancs de vallée sont adoucis à cause du glissement de colluvions. L'existence de falaises est en partie due aux creusement par l'homme de cavités. Les dépôts alluviaux dans la vallée du Loir forment des terrasses sur 5 niveaux. Le coteau sud de Vendôme montre une sensibilité au risque de glissement des terrains.
Vendôme est marqué par l'hydrographie principale du Loir qui traverse la ville comme une entaille en son centre. Les coteaux nord et sud marquent le paysage et soulignent les ondulations du cours du Loir et de celui de la Houzée à l'est. La plaine alluviale du Loir, ou lit mineur, forme des méandres assez larges, aux mouvements lents et à la topographie assez plane. Le cours du Loir constitue le principal corridor de la sous-trame des milieux humides sur Vendôme. À l'ouest le ruisseau de Saint-Marc est aussi un corridor des milieux humides reliant le secteur des Fontaines à la vallée du Loir. Le ruisseau du Pont aux Chevaux en limite sud de la commune fait la jonction avec la vallée de la Houzée à l'est.
La région de Vendôme dispose de trois ressources hydrogéologiques majeures, constituées par la nappe de Beauce, la nappe du Cénomanien et la nappe du SénoTuronien. La nappe de Beauce constitue une réserve d’eau souterraine stratégique. Le sous-sol du bassin versant présente aussi d'autres aquifères de moindre importance. La nappe alluviale du Loir forme une nappe peu étendue et très vulnérable eu égard à son exposition aux pollutions de surface.

### Climat
Pour des articles plus généraux, voir Climat du Centre-Val de Loire et Climat de Loir-et-Cher.
En 2010, le climat de la commune est de type climat océanique dégradé des plaines du Centre et du Nord, selon une étude du CNRS s'appuyant sur une série de données couvrant la période 1971-2000. En 2020, Météo-France publie une typologie des climats de la France métropolitaine dans laquelle la commune est exposée à un climat océanique altéré et est dans la région climatique  Moyenne vallée de la Loire, caractérisée par une bonne insolation (1 850 h/an) et un été peu pluvieux.
Pour la période 1971-2000, la température annuelle moyenne est de 10,8 °C, avec une amplitude thermique annuelle de 14,2 °C. Le cumul annuel moyen de précipitations est de 661 mm, avec 11,3 jours de précipitations en janvier et 7 jours en juillet. Pour la période 1991-2020, la température moyenne annuelle observée sur la station météorologique de Météo-France la plus proche, « Blois », sur la commune de Villefrancœur à 16 km à vol d'oiseau, est de 11,8 °C et le cumul annuel moyen de précipitations est de 641,4 mm,. Pour l'avenir, les paramètres climatiques de la commune estimés pour 2050 selon différents scénarios d'émission de gaz à effet de serre sont consultables sur un site dédié publié par Météo-France en novembre 2022.

## Urbanisme

### Typologie
Au 1er janvier 2024, Vendôme est catégorisée centre urbain intermédiaire, selon la nouvelle grille communale de densité à sept niveaux définie par l'Insee en 2022.
Elle appartient à l'unité urbaine de Vendôme, une agglomération intra-départementale regroupant cinq  communes, dont elle est ville-centre,,. Par ailleurs la commune fait partie de l'aire d'attraction de Vendôme, dont elle est la commune-centre,. Cette aire, qui regroupe 57 communes, est catégorisée dans les aires de moins de 50 000 habitants,.

### Voies de communication et transports
La ville est traversée par la RN 10, entre Châteaudun et Château-Renault.
| 369 odonymes recensés à Vendôme au 30 mars 2014             | 369 odonymes recensés à Vendôme au 30 mars 2014 | 369 odonymes recensés à Vendôme au 30 mars 2014 | 369 odonymes recensés à Vendôme au 30 mars 2014 | 369 odonymes recensés à Vendôme au 30 mars 2014 | 369 odonymes recensés à Vendôme au 30 mars 2014 | 369 odonymes recensés à Vendôme au 30 mars 2014 | 369 odonymes recensés à Vendôme au 30 mars 2014 | 369 odonymes recensés à Vendôme au 30 mars 2014 | 369 odonymes recensés à Vendôme au 30 mars 2014 | 369 odonymes recensés à Vendôme au 30 mars 2014 | 369 odonymes recensés à Vendôme au 30 mars 2014 | 369 odonymes recensés à Vendôme au 30 mars 2014 | 369 odonymes recensés à Vendôme au 30 mars 2014 | 369 odonymes recensés à Vendôme au 30 mars 2014 | 369 odonymes recensés à Vendôme au 30 mars 2014 | 369 odonymes recensés à Vendôme au 30 mars 2014 | 369 odonymes recensés à Vendôme au 30 mars 2014 | 369 odonymes recensés à Vendôme au 30 mars 2014 |
| Allée                                                       | Ave.                                            | Bld                                             | Carr.                                           | Chemin                                          | Cité                                            | Cour                                            | Imp.                                            | Pass.                                           | Place                                           | Pont                                            | Rampe                                           | Route                                           | Rue                                             | Ruelle                                          | Square                                          | Tertre                                          | Autres                                          | Total                                           |
| ----------------------------------------------------------- | ----------------------------------------------- | ----------------------------------------------- | ----------------------------------------------- | ----------------------------------------------- | ----------------------------------------------- | ----------------------------------------------- | ----------------------------------------------- | ----------------------------------------------- | ----------------------------------------------- | ----------------------------------------------- | ----------------------------------------------- | ----------------------------------------------- | ----------------------------------------------- | ----------------------------------------------- | ----------------------------------------------- | ----------------------------------------------- | ----------------------------------------------- | ----------------------------------------------- |
| 57                                                          | 8                                               | 5                                               | 1                                               | 2                                               | 2                                               | 2                                               | 25                                              | 4                                               | 10                                              | 3                                               | 1                                               | 7                                               | 214                                             | 1                                               | 7                                               | 1                                               | 19                                              | 369                                             |
| Notes « N »                                                 | Notes « N »                                     | 1. 2. 3. 4. 5. 6. 7. 8. 9. 10. 11. 12. 13. 14.  | 1. 2. 3. 4. 5. 6. 7. 8. 9. 10. 11. 12. 13. 14.  | 1. 2. 3. 4. 5. 6. 7. 8. 9. 10. 11. 12. 13. 14.  | 1. 2. 3. 4. 5. 6. 7. 8. 9. 10. 11. 12. 13. 14.  | 1. 2. 3. 4. 5. 6. 7. 8. 9. 10. 11. 12. 13. 14.  | 1. 2. 3. 4. 5. 6. 7. 8. 9. 10. 11. 12. 13. 14.  | 1. 2. 3. 4. 5. 6. 7. 8. 9. 10. 11. 12. 13. 14.  | 1. 2. 3. 4. 5. 6. 7. 8. 9. 10. 11. 12. 13. 14.  | 1. 2. 3. 4. 5. 6. 7. 8. 9. 10. 11. 12. 13. 14.  | 1. 2. 3. 4. 5. 6. 7. 8. 9. 10. 11. 12. 13. 14.  | 1. 2. 3. 4. 5. 6. 7. 8. 9. 10. 11. 12. 13. 14.  | 1. 2. 3. 4. 5. 6. 7. 8. 9. 10. 11. 12. 13. 14.  | 1. 2. 3. 4. 5. 6. 7. 8. 9. 10. 11. 12. 13. 14.  | 1. 2. 3. 4. 5. 6. 7. 8. 9. 10. 11. 12. 13. 14.  | 1. 2. 3. 4. 5. 6. 7. 8. 9. 10. 11. 12. 13. 14.  | 1. 2. 3. 4. 5. 6. 7. 8. 9. 10. 11. 12. 13. 14.  | 1. 2. 3. 4. 5. 6. 7. 8. 9. 10. 11. 12. 13. 14.  |
| Sources : rue-ville.info & perche-gouet.net & OpenStreetMap |                                                 |                                                 |                                                 |                                                 |                                                 |                                                 |                                                 |                                                 |                                                 |                                                 |                                                 |                                                 |                                                 |                                                 |                                                 |                                                 |                                                 |                                                 |

## Toponymie
Vendôme, à l'époque romaine Vindocinum, est un nom d'origine celtique, ""vindo"", signifiant blanc.

## Histoire
À la préhistoire, le Loir divisé en plusieurs bras favorise l’implantation humaine, bientôt suivie d’un habitat troglodyte creusé dans le coteau, rive gauche. Sous l'Empire romain, la région est évangélisée par Martin de Tours au Ve siècle.
Située au creux de la vallée du Loir, Vendôme était la capitale du comté de Vendôme, dont l'existence est attestée dès le IXe siècle, et qui deviendra duché au XVIe siècle, puis élection au XVIIIe siècle. À partir de la fin du XIVe siècle, le comté de Vendôme, puis le duché jusqu'à l'accession d'Henri IV au trône, vont appartenir à une branche de la famille royale : les Bourbon-Vendôme. En 1790, la ville devient simple arrondissement et sous-préfecture de Loir-et-Cher, sous la tutelle de Blois. À partir du XIXe siècle, l'arrondissement de Vendôme sera regardé, sous l'influence des travaux d'érudition locale et bientôt de la promotion du tourisme dans la vallée du Loir, comme un pays traditionnel : le Vendômois, réellement valorisé par la rivière du Loir qui la traverse, lui donne son charme et sa région du Perche, diversifiée et verdoyante.
Vendôme possédait quatre paroisses : deux paroisses intra-muros (Saint-Martin et La Madeleine) et deux paroisses extra-muros (Saint-Bié ou Bienheuré et Saint-Lubin). La collégiale Saint-Georges était considérée comme paroissiale pour les habitants du château où elle était établie. Le 5 mars 1791, la paroisse de La Trinité est formée par la réunion de celles de Saint-Bié et de Saint-Lubin, puis le décret du 19 mai 1791 supprime les paroisses ayant existé et fait de la paroisse de La Trinité l’église paroissiale.

### De la fondation de la Trinité aux luttes franco-anglaises
Sur le promontoire rocheux méridional se situe le donjon primitif du château de Vendôme. Il a probablement succédé au XIe siècle à un castrum romain, lui-même précédé par un oppidum gaulois. L’abbaye de la Trinité fondée en 1032 et l’église primitive Saint-Martin concentrent autour d’elles un premier groupement d’habitations.
En 1032, l’avènement de Geoffroy Martel, fils de Foulque Nerra, comte d’Anjou, marque le début de l’influence politique angevine sur le comté de Vendôme. Au cours de la seconde moitié du XIIe siècle, la ville passe tour à tour aux mains d’Henri II Plantagenêt et de Philippe Auguste.
En 1161, la ville subit un siège.
En 1188, Bouchard IV de Vendôme livre la ville, le château et la garnison anglaise à Philippe Auguste accompagné de soixante-deux chevaliers conduits par le comte de Meulan, dès le premier assaut. En août de la même année, Richard Cœur de Lion reprend Vendôme et Robert de Meulan est fait prisonnier. En 1194, le roi de France revient envahir à nouveau la ville et assiéger le château mais il doit lever le siège devant l'arrivée de Richard. Le choc entre les deux armées a lieu le 5 juillet 1194 à Fréteval et Philippe Auguste, vaincu, s'enfuit, abandonnant ses archives dans la bataille.

### DuXIVeauXVIesiècle, la famille des Bourbon-Vendôme
En 1371, après la mort du comte Bouchard VII de Vendôme et de sa fille Jeanne de Vendôme, leur sœur et tante, Catherine de Vendôme, hérite du comté. Son mariage avec Jean VII comte de Vendôme donne naissance à la maison de Bourbon-Vendôme. En 1458, son petit-fils Jean VIII, soutien du roi, accueille Charles VII et fait dresser un « lit de justice ». Le duc d’Alençon Jean II de Valois y est condamné pour collusion avec les Anglais.
Vendôme devient un duché en 1515 et les ducs et duchesses participent à la transformation de la ville. La comtesse Marie de Luxembourg (1462-1546) préside à l’embellissement de la chapelle Saint-Jacques, de la porte Saint-Georges, de la collégiale du château et la reconstruction de l’église Saint-Martin. En 1623, César de Bourbon fonde le collège des Oratoriens qui devient plus tard le lycée Ronsard, et dont une partie des bâtiments hébergent l'hôtel de ville et l'office du tourisme actuels.
Vendôme connait les tensions des guerres de Religion durant le XVIe siècle. Le 20 octobre 1548, Jeanne d'Albret (1528-1572), qui deviendra protestante en 1560, épouse Antoine de Bourbon (1518-1562), deuxième duc de Vendôme. Ensemble, ils ont pour fils le futur Henri IV. De nouvelles communautés s’installent en particulier dans le faubourg chartrain. En 1562, des huguenots profanent et pillent la collégiale Saint-Georges. Henri IV doit faire le siège du château et de la ville alors aux mains des ligueurs catholiques en novembre 1589. Il tentera de reprendre la ville après une violente réaction catholique. La ville est mise à sac, les tanneries détruites. La contre-réforme l’emporte en 1593 avec l’abjuration par le roi de sa foi protestante, dans le but de mettre fin aux guerres de Religion et de réconcilier les Français.
Mal entretenues, malmenées par les crues du Loir, les fortifications perdent leur intérêt défensif et la ville s'étend. Au sud, le château s’ouvre par le percement d’une nouvelle porte d’entrée principale (porte de Beauce) et l’aménagement d’une rampe le reliant directement à la ville. Plusieurs congrégations religieuses installent leur enclos dans le centre (oratoriens) et le long du faubourg nord (capucins, ursulines, calvairiennes).

### Pendant la Révolution et leXIXesiècle
Située à plus de 170 km de Paris, distance jugée nécessaire pour la sérénité d'un tribunal en période révolutionnaire, Vendôme reçoit, de février à mai 1797, la Haute Cour de justice pour le procès de Gracchus Babeuf, Augustin Darthé et de leurs partisans. Finalement, les débats houleux qui animent, pendant plus de sept mois, les audiences conduisent à l’exécution des deux principaux accusés et à la déportation de la plupart de leurs sympathisants.

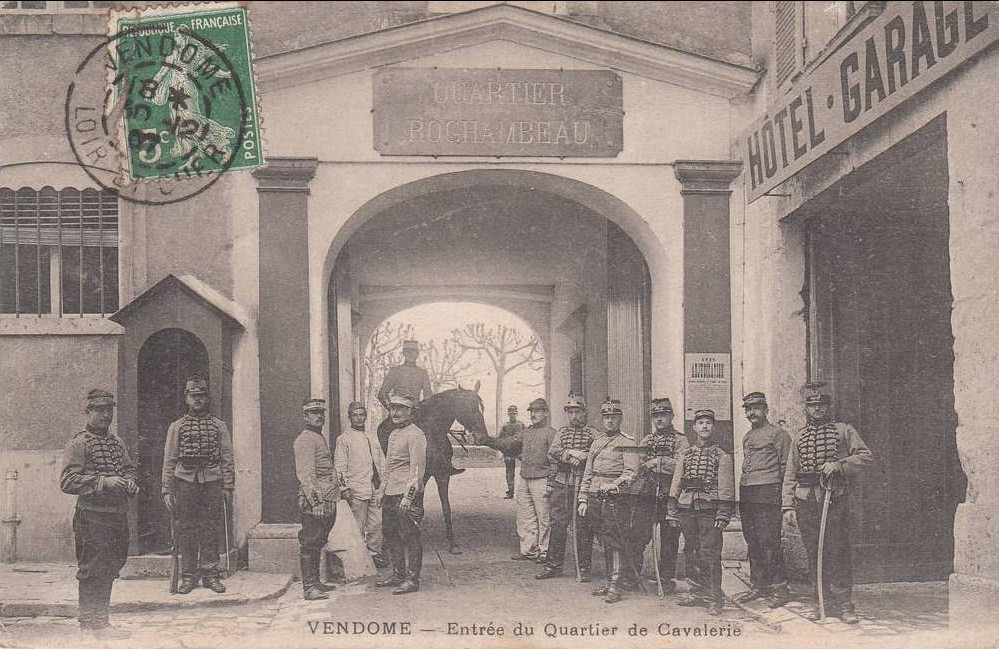
Garnison du 20e régiment de chasseurs à cheval, quartier Rochambeau à Vendôme.

En 1815, sur la route de l'exil qui le mène de Paris à Rochefort, le désormais ex-empereur Napoléon Ier passe par Vendôme.
En 1818, le sous-préfet Armand Bonnin de La Bonninière de Beaumont acquiert l'ancien château des Bourbon-Vendôme, saccagé à la Révolution, et l'offre à la commune afin d'y aménager le parc actuel.
Le 15 décembre 1870, pendant la guerre franco-allemande à lieu la bataille de Vendôme.
En 1873, le 20e régiment de chasseurs à cheval renaît à Rambouillet avant d'être transféré à Vendôme au début du XXe siècle où il tiendra une garnison quartier Rochambeau, occupant les bâtiments de l'ancienne abbaye bénédictine. Il n'est engagé dans des opérations de guerre qu'à partir de 1914 et sa participation à la Première Guerre mondiale. Le régiment est dissout en 1919.
Trois nouveaux ponts et la rue de l’Abbaye sont ainsi établis pour relier ce nouveau quartier Rochambeau qui occupe près d’un quart de la superficie du centre historique. De 1858 à 1896, les rues sont progressivement alignées. La décision de détruire l’église Saint-Martin, en partie ruinée en 1857, dote le cœur de Vendôme d’une place tandis que les faubourgs laissent encore la part belle aux petits maraîchages. La voie de chemin de fer réalisée de 1864 à 1867 marque, à l’époque, la limite nord de l’urbanisation de Vendôme.
C'est durant cette période que la presse locale se développe. Un premier hebdomadaire, le Journal du Haut et Bas-Vendômois et pays de Mondoubleau paraît le vendredi en 1790. Il est ensuite remplacé par le Journal hebdomadaire à partir de 1830. En 1840, naît Le Loir, qui est ensuite supplanté par Le Carillon. Le Progrès s'installe comme journal de gauche et est dirigé à partir de 1932 par Besnard-Ferron. Le Carillon soutient activement la collaboration et est interdit en 1944, La Nouvelle République lui succède.

### La Seconde Guerre mondiale
Le 15 juin 1940, les bombardiers de la Luftwaffe lâchent leurs bombes sur Vendôme, un lourd bilan humain avec plus de 89 morts et 200 blessés marque cet événement violent qui précède l'entrée de la Wehrmacht dans la ville. La physionomie du centre historique est bouleversée, environ quatre hectares sont détruits en ville par le bombardement et l’incendie de deux jours qui s’ensuit. Le tribunal, le logis du Gouverneur (Vendôme) ainsi que de nombreuses maisons à colombages sont détruits.
Dès 1941, la résistance s'organise dans le Vendômois. Le premier réseau connu est le Groupe « Vendôme A » créé par Alphonse Collin alors maire de la ville, qui le dirigea jusque fin 1943. Il était un proche de Jean Emond qui anima Libération-Nord sur le secteur jusqu'à son arrestation le 28 novembre 1943. La répression fut aussi importante que l'engagement des Vendômois dans la résistance, en atteste la rafle du 20 février 1944 qui fit suite à l' « affaire des aviateurs américains ». Beaucoup de résistants furent déportés dans les camps de concentration et y perdirent la vie, tels Jean Emond, Yvonne Chollet, Marie-Louise Gaspard, René Desvaux et Lucienne Proux. D'autres groupes de résistants existaient, tel celui dirigé par Alfred Péricat, militant communiste, qui devint une branche des FTP vendômois.
Le 11 août 1944, la ville est en grande partie libérée par les résistants vendômois dirigés par le commandant Verrier et le colonel Valin de La Vaissière. Les FFI et FTP locaux s'emparent de la sous-préfecture ainsi que de la Kommandantur, située quartier Rochambeau. Les Américains entrent dans Vendôme le 13 août 1944 avec la mission de neutraliser les derniers Allemands présents en ville. Les scènes de liesses furent nombreuses entre Vendômois et soldats américains, notamment rue du Mail Leclerc avec l'arrivée des premières Jeep, ainsi que Place de la République où des enfants montèrent sur un véhicule blindé M8 de l'armée US.

### De 1945 à 2000

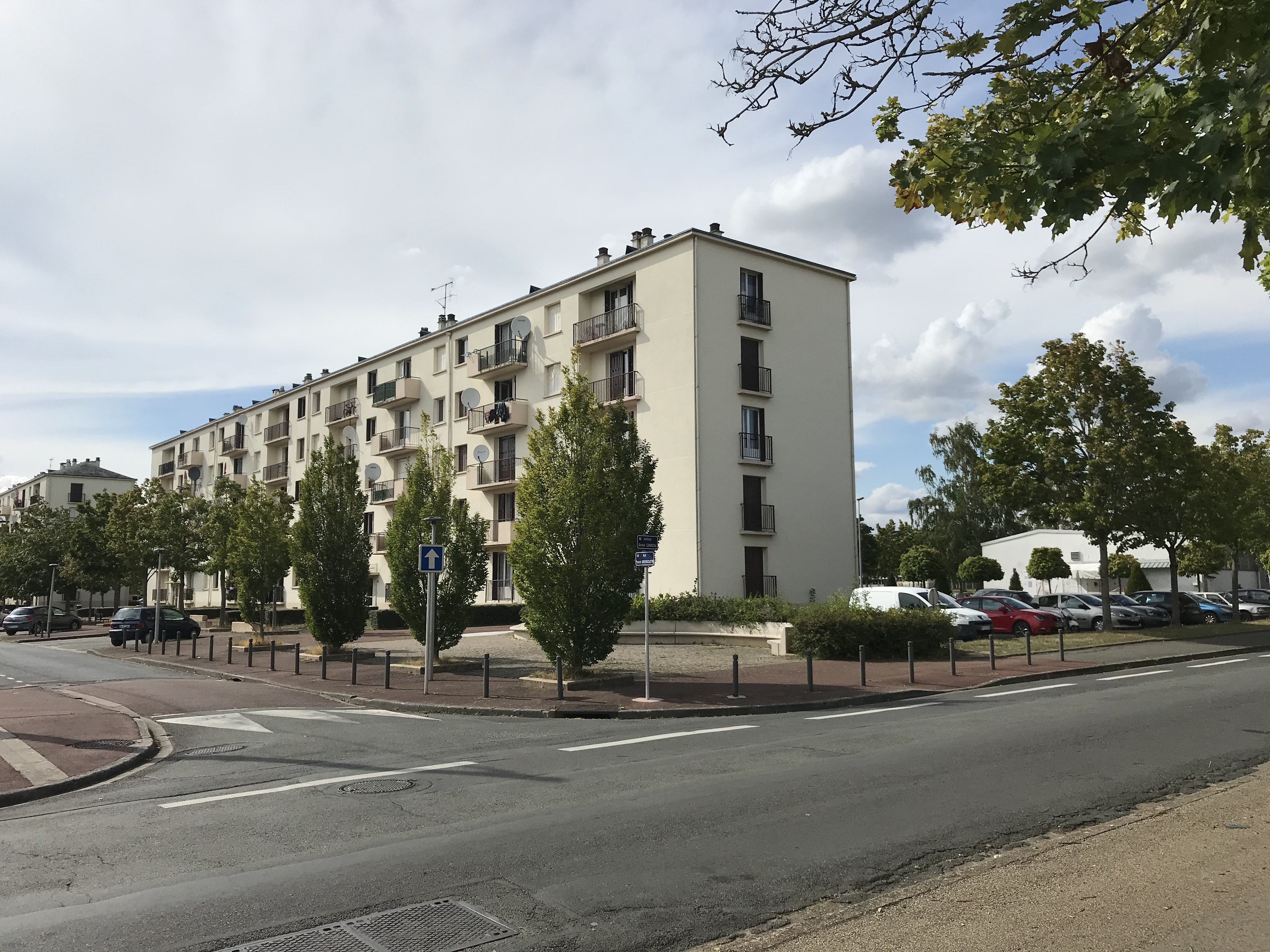
Quartier des Rottes.

Près d’un quart du centre-ville de Vendôme détruit par les bombardements allemands, doit être reconstruit après la seconde guerre mondiale. La forte demande en logements qui caractérise la France d’après-guerre est à Vendôme satisfaite par le développement d’habitations sur de vastes plaines agricoles au nord, entre la voie ferrée et le coteau. De 1959 à 1966, les Rottes vont totaliser 1 442 logements collectifs et 477 logements individuels sur 83 hectares, aujourd'hui classés quartier prioritaire pour 3 000 habitants en 2018. De grandes artères sont percées pour gérer les flux de circulation : l’avenue Gérard Yvon en 1967, le boulevard Kennedy de 1978 à 1980 et la déviation de la route nationale 10 en 1976.
Depuis les années 1980-1990, le développement de la ville se poursuit en franchissant le coteau méridional qui constituait jadis une barrière naturelle. Des opérations d’urbanisation sont alors menées au sud, dans le quartier des Aigremonts. Elles équilibrent la répartition de la population et des activités sur la commune qui totalise 18 500 habitants, au cœur d'un bassin de vie de plus de 30 000 habitants.
L’aménagement d’une gare TGV à Villiers-sur-Loir en 1990, à 42 minutes de Paris, a privé Vendôme d'un renouveau et de perspectives d'avenir : la gare du centre-ville est en sommeil, seulement desservie par quelques rares trains, la liaison avec Tours ayant été supprimée du fait de la relation par TGV depuis Villiers. Une desserte de la gare de Vendôme-ville par des TGV la reliant directement à Paris et au sud-ouest de la France eût été permise par deux simples raccordements de la ligne nouvelle : sur la ligne venant de Paris via Dourdan, au nord-est, et sur l'ancienne ligne de Montoire, à l'ouest. La situation actuelle, en revanche, majore de façon rédhibitoire le temps théorique de 42 minutes vers Paris, du fait de l'obligation de se rendre à Villiers en autobus ou en voiture, avec dans ce dernier cas l'obligation de laisser son véhicule en stationnement à Villiers pour toute la durée de son voyage.

## Politique et administration

### Tendances politiques et résultats
Les personnalités exerçant une fonction élective dont le mandat est en cours et en lien direct avec le territoire de la commune de Vendôme sont les suivantes :
| Élection             | Territoire                                | Titre                      | Nom                                 | Tendance politique |  | Début de mandat | Fin de mandat |
| -------------------- | ----------------------------------------- | -------------------------- | ----------------------------------- | ------------------ |  | --------------- | ------------- |
| Municipales 2020     | Commune de Vendôme                        | Maire de Vendôme           | Laurent Brillard                    | DVD                |  | mai 2020        | mars 2026     |
| Départementales 2021 | Canton de Vendôme                         | Conseillers départementaux | Philippe Gouet et Monique Gibotteau | UDI                |  | mars 2021       | mars 2027     |
| Législatives 2022    | Troisième circonscription de Loir-et-Cher | Député                     | Christophe Marion                   | RE                 |  | juin 2022       | juin 2027     |

### Politique environnementale
Dans son palmarès 2017, le Conseil National des Villes et Villages Fleuris de France a attribué quatre fleurs à la commune au Concours des villes et villages fleuris.

### Jumelages
- Gevelsberg (Allemagne) depuis 1973 ;
- Hampton (États-Unis).

Jumelage scolaire :
- Allemagne, collège-lycée Saint-Joseph jumelé avec la Realschule Saint-Élisabeth de Friedrichshafen depuis 1966.

## Population et société

### Démographie

#### Évolution démographique
L'évolution du nombre d'habitants est connue à travers les recensements de la population effectués dans la commune depuis 1793. Pour les communes de plus de 10 000 habitants les recensements ont lieu chaque année à la suite d'une enquête par sondage auprès d'un échantillon d'adresses représentant 8 % de leurs logements, contrairement aux autres communes qui ont un recensement réel tous les cinq ans,.

En 2022, la commune comptait 15 566 habitants, en évolution de −6,72 % par rapport à 2016 (Loir-et-Cher : −1,15 %, France hors Mayotte : +2,11 %).
| 1793  | 1800  | 1806  | 1821  | 1831  | 1836  | 1841  | 1846  | 1851  |
| ----- | ----- | ----- | ----- | ----- | ----- | ----- | ----- | ----- |
| 6 226 | 7 555 | 7 128 | 6 997 | 7 771 | 8 206 | 9 470 | 8 481 | 9 325 |

| 1856  | 1861  | 1866  | 1872  | 1876  | 1881  | 1886  | 1891  | 1896  |
| ----- | ----- | ----- | ----- | ----- | ----- | ----- | ----- | ----- |
| 9 377 | 9 356 | 9 938 | 9 259 | 9 221 | 9 420 | 9 325 | 9 538 | 9 777 |

| 1901  | 1906  | 1911  | 1921  | 1926  | 1931  | 1936  | 1946   | 1954   |
| ----- | ----- | ----- | ----- | ----- | ----- | ----- | ------ | ------ |
| 9 459 | 9 804 | 9 707 | 9 035 | 9 301 | 9 047 | 9 344 | 10 315 | 10 811 |

| 1962   | 1968   | 1975   | 1982   | 1990   | 1999   | 2006   | 2011   | 2016   |
| ------ | ------ | ------ | ------ | ------ | ------ | ------ | ------ | ------ |
| 13 556 | 16 157 | 17 952 | 17 593 | 17 525 | 17 707 | 17 029 | 16 849 | 16 688 |

| 2021   | 2022   | - | - | - | - | - | - | - |
| ------ | ------ | - | - | - | - | - | - | - |
| 15 747 | 15 566 | - | - | - | - | - | - | - |

### Enseignement
La ville dispose de sept écoles maternelles, huit écoles élémentaires, trois collèges et de trois lycées qui permettent de former les élèves de l'école maternelle jusqu'au baccalauréat ou à travers des filières professionnelles. Trois lycées offrent une filière généraliste jusqu'au baccalauréat général (lycée Ronsard, lycée Saint Joseph), ou une orientation professionnelle plus spécialisée (lycée technique Ampère et lycée agricole d'Areines - LEGTA).
Vendôme n'accueille pas d'établissements d'enseignement supérieur, le principal pôle d'enseignement supérieur régional est situé à Tours, distant de 56 km.

### Manifestations culturelles et festivités
Manifestations sportives
- Ekiden.
- Arrivée du Tour du Loir-et-Cher.

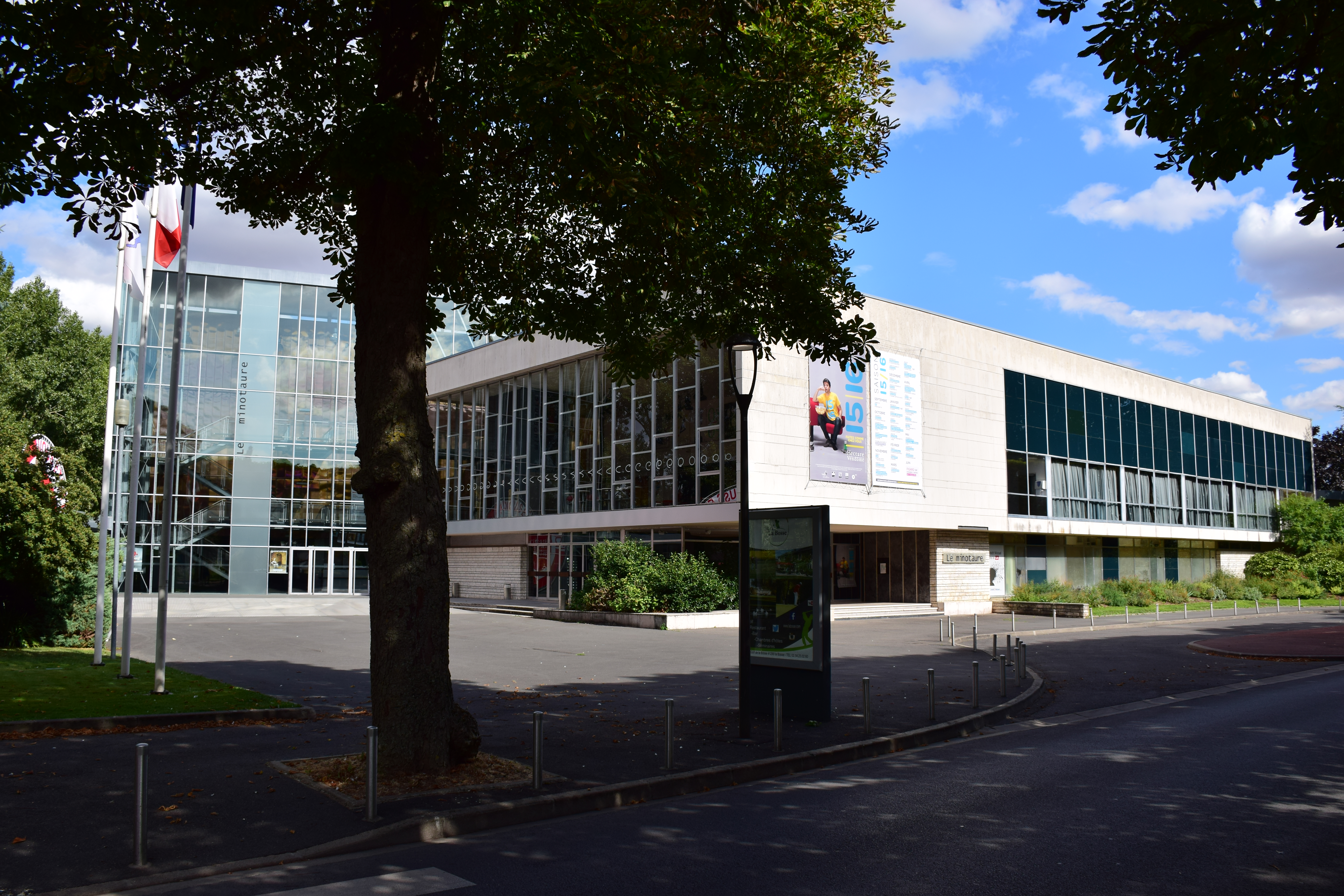
Salle de concerts et de spectacles Le Minotaure.

- Triathlon des coteaux du Vendômois.
- Color run.
- Trail de la Houzée.
- Duck Race, fête du sport, journée des associations, brocante des enfants.
- Rallye Cœur de France.
- Abbaye on ice : Patinoire éphémère.

Manifestations musicales
- L'association Figures Libres propose des concerts de musiques actuelles qui se déroulent généralement au troisième volume du Minotaure.
- L'association « Loir événements » souhaite accueillir plusieurs fois dans l'année des artistes de renommée nationales afin d'étoffer l'offre culturelle en la rendant plus populaire.
- Les concerts de l'Académie Lyrique tout au long de l'année.
- Festival international de guitare chaque été[27].
- Rockomotives : festival de musiques actuelles.

Autres manifestations culturelles
- Prokino : festival du cinéma germanophone.
- Printemps des Rottes.
- Festival des Promenades Photographiques, chaque été[27],[28].
- La saison culturelle de l'hectare, scène conventionnée de Vendôme, pôle régional pour la marionnette et le théâtre d'objet propose une trentaine de spectacles tout au long de l'année.
- Fête de la Betterave, chaque 3ème week-end de Juillet depuis 2024
- Ciclic animation anime sa saison culturelle, mène des actions autour des jeunes publics et met en place des événements en lien avec Ciné Vendôme.

La salle de spectacle « Le Minotaure », inaugurée en 2002 peut accueillir jusqu'à 750 personnes. En 2016, une nouvelle salle (3e volume) d'une capacité de 400 personnes debout et 250 places assises a été inaugurée.

### Santé et médecine
- Centre hospitalier de Vendôme.
- Clinique du Saint Cœur.
- Ehpad, centre de soins Dr Gibotteau.
- Ehpad du Bon Secours.

### Média
La presse quotidienne régionale est représentée par La Nouvelle République du Centre-Ouest, dont le siège est à Tours. De manière plus anecdotique, le mensuel gratuit Le Petit Vendômois tire à 28000 exemplaires, et traite des événements et manifestations locales.
La télévision publique France 3 dispose d'une antenne régionale, France 3 Centre-Val de Loire, reprise par l'émetteur de la télévision numérique terrestre de La Poterie, qui couvre la commune. Cet émetteur permet également la réception d'une chaîne privée, TV Tours, ainsi que toutes les chaînes nationales publiques et privées. Il est également possible de recevoir l'émetteur TNT du Mans-Mayet, qui reprend quant à lui France 3 Pays de la Loire et la chaîne privée LMTV Sarthe.
La bande FM reprend les principales stations publiques (Radio France, notamment France Bleu Touraine) et privées. La station locale Fréquence 3 (ex-Génération FM) émet sur 89.9 MHz, de même que les stations régionales Vibration (93.4 MHz), Forum (95. MHz) et Sweet FM (97. MHz).

## Économie
Malgré bien des efforts, Vendôme ne dispose toujours pas d'un fort secteur de production de biens industriels ou de services à forte valeur ajoutée.[réf. nécessaire] La ville a été marquée par plusieurs épisodes douloureux tels que la fermeture de FMB (fermetures métalliques), et les difficultés des Presses universitaires de France (édition) ou de Nacam (automobile).
Elle accueille des industries dans le secteur de l'aéronautique (Thales Avionics), de l'agro-alimentaire (Bel) et de l'automobile (Bosch) mais peine à constituer de véritables pôles industriels, comme au temps de Marie de Luxembourg — où tanneries et ganteries artisanales, fabriques de draps et de serges installées le long du Loir faisaient alors la renommée de la ville.
Cette tradition pourrait renaître avec l'implantation du maroquinier Louis Vuitton, filiale du groupe LVMH, qui installe un de ses ateliers dans les bâtiments historiques du XVIIIe siècle rénovés du quartier Rochambeau et prévoit la construction d'un second atelier modulable près de la gare TGV.
Le secteur tertiaire est diversifié et offre une large gamme de services publics et privés, dont une antenne de la Chambre de commerce et d'industrie de Loir-et-Cher.
Vendôme est une ville étape pour la visite de la vallée de la Loire, et l'intérêt que présente son patrimoine architectural constitue un atout pour le développement de son offre touristique. Ce secteur apparaît comme encore relativement sous-exploité, au regard de son potentiel.

### Vendôme, une marque
Début 2016, la marque Vendôme fait son apparition sous l'impulsion du maire. Le but de cette marque est de faire connaître le territoire et le rendre plus attractif par la promotion de sa singularité et son identité. Elle vise à renforcer la force et la cohésion du tissu économique, social et associatif de Vendôme et de sa région.
Le groupe LVMH rachète le nom commercial de la commune, soit la marque Vendôme, le 9 février 2021 pour la somme de 10 000 €. L'utilisation de la marque sera réservée au secteur de la joaillerie de luxe.

### Zones commerciales
- Vendôme Nord : E.Leclerc, Gamm Vert, Intersport, JouéClub, Bureau Vallée, Gifi, Centrakor, Distri Center, [Fresh], etc.
- Vendôme Centre : Alain Afflelou, Orange, Optic 2000, SFR, etc.
- Vendôme Sud : Intermarché, Bricomarché, Chauss Expo, Hôtel Mercator, etc.
- Marchés : à dominante maraîchère, volaillière et bouchère, ils ont lieu tout au long de la semaine. Le mercredi après-midi un marché biologique est implanté dans le parc de la mairie, au niveau de la statue Le Cavalier tombé. Le vendredi après-midi sur le parvis de la gare TGV[33], en centre-ville, les producteurs et maraîchers s’installent sous le marché couvert construit dans le pur style Baltard, ainsi que dans les rues et places adjacentes. Le dimanche matin le marché des Rottes avenue Georges-Clemenceau.

### Vignobles
- La première mention écrite des vins du Coteaux du Vendômois remonte à l’an 1000. Henri IV s’est arrêté un jour près de Vendôme pour se désaltérer avec le vin local et, l’ayant apprécié, il en a fait livrer à son château de Saint-Germain-en-Laye. La vigne a néanmoins régressé au profit des céréales. Ce sont près de 90 % du vignoble qui ont été arrachés après la Seconde Guerre mondiale.
- Les vignes du Vendômois s'étendent entre Vendôme et Montoire sur la partie amont de la vallée du Loir, des deux côtés de la rivière. Le terroir y est fertile d’argile à silex, avec des affleurements calcaires par endroits.
- La création de l’appellation d'origine contrôlée « Coteaux du Vendômois », le 2 mai 2001, permet de maintenir la viniculture avec la production de pineau d'Aunis et chenin blanc. Une petite production de vins blancs, rouges et gris est réalisée par des producteurs locaux ouverts sur le tourisme et l'accueil du public. Les 150 hectares de vignes pouvant prétendre à cette AOC s’étendent sur 27 communes.
- Création en 2017 de vins portant la marque Vendôme issus du cépage pineau d'Aunis, emblématique de la région. En outre, quatre bières sont signées de la marque Vendôme.

## Culture et patrimoine

### Lieux et monuments

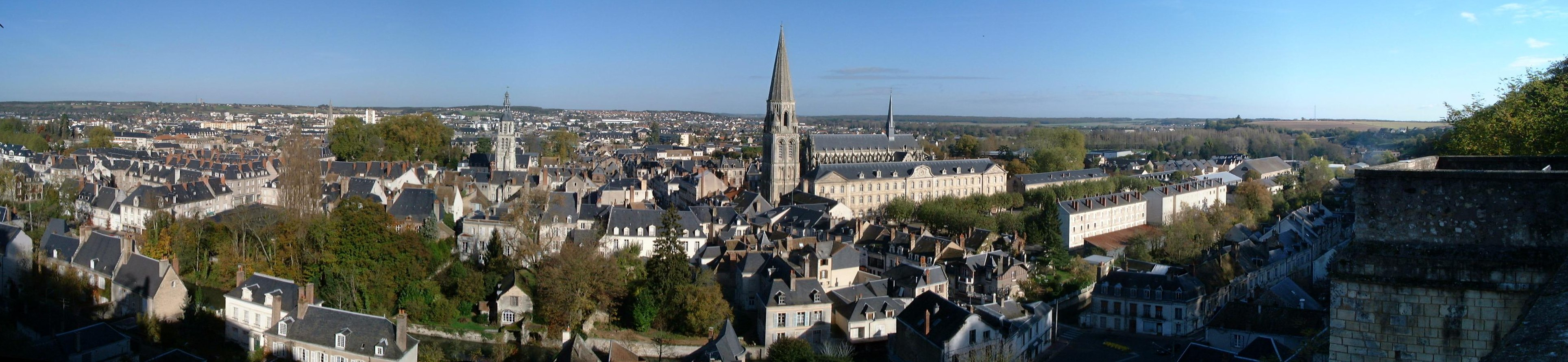
Vue panoramique de Vendôme depuis le château.

Vendôme est classée « ville d'art et d'histoire ».
Ville-jardin et jardins en ville, Vendôme conserve depuis le XVIIe siècle un patrimoine exceptionnel d’espaces verts, ce qui lui vaut d'être classée ville fleurie "4 fleurs" et qui lui a permis de remporter le "Grand Prix national du fleurissement" pendant 10 années consécutives.

#### Le centre-ville
Dans le parc Ronsard et le parc du château, de nombreux arbres, certains plus de deux fois centenaires, ont un intérêt botanique. Le platane planté en bord de Loir en 1759 et le cèdre du Liban, au château depuis 1807, sont les plus célèbres d’entre eux. La direction de l’environnement et des espaces verts de la ville maîtrise depuis longtemps l’art de la mosaïculture. Ces véritables fresques florales renouvelées au fil des saisons peuvent être admirées près du square Belot, en bord du Loir et dans le jardin de la bibliothèque.

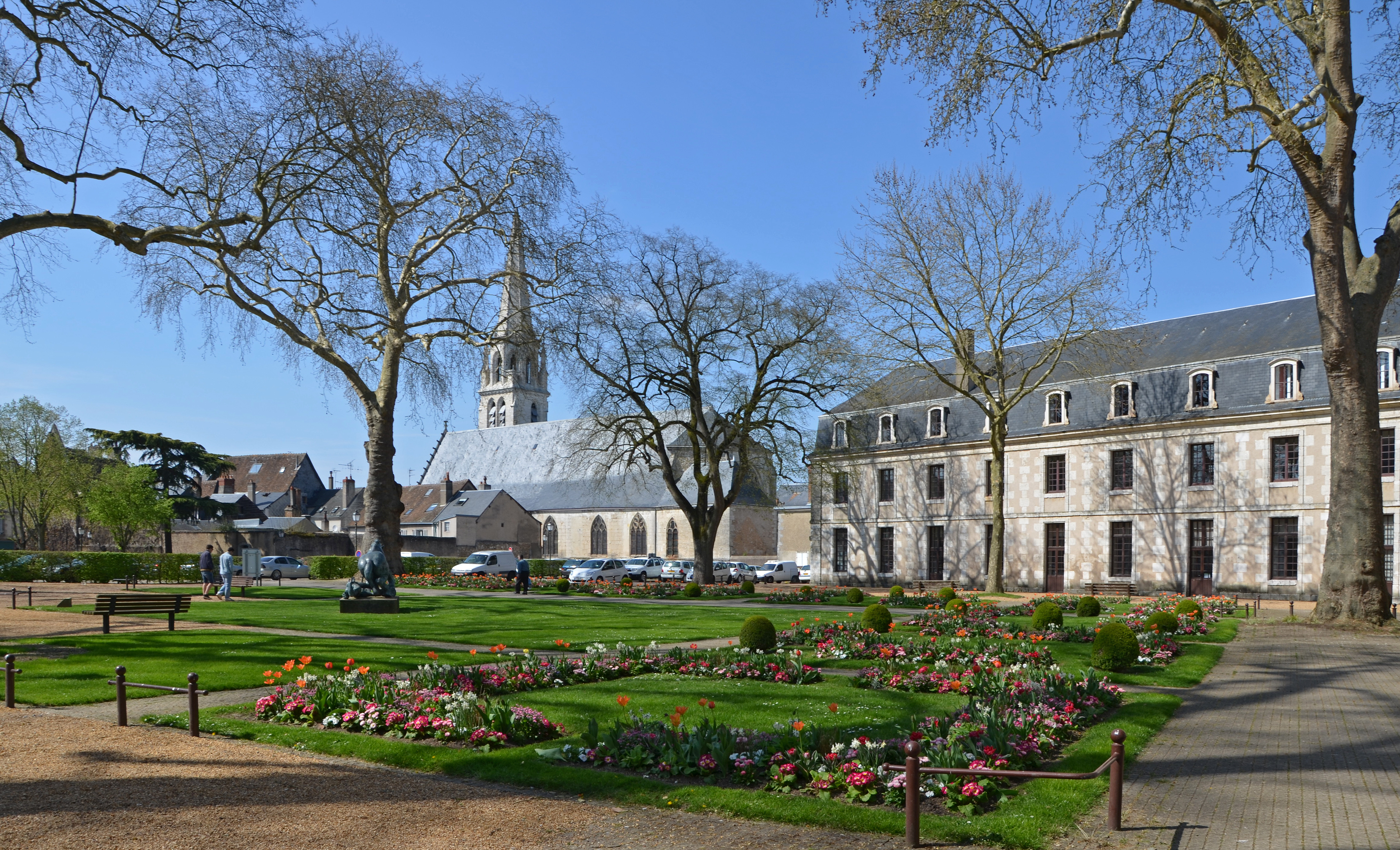
Parc Ronsard, devant l'hôtel de ville.
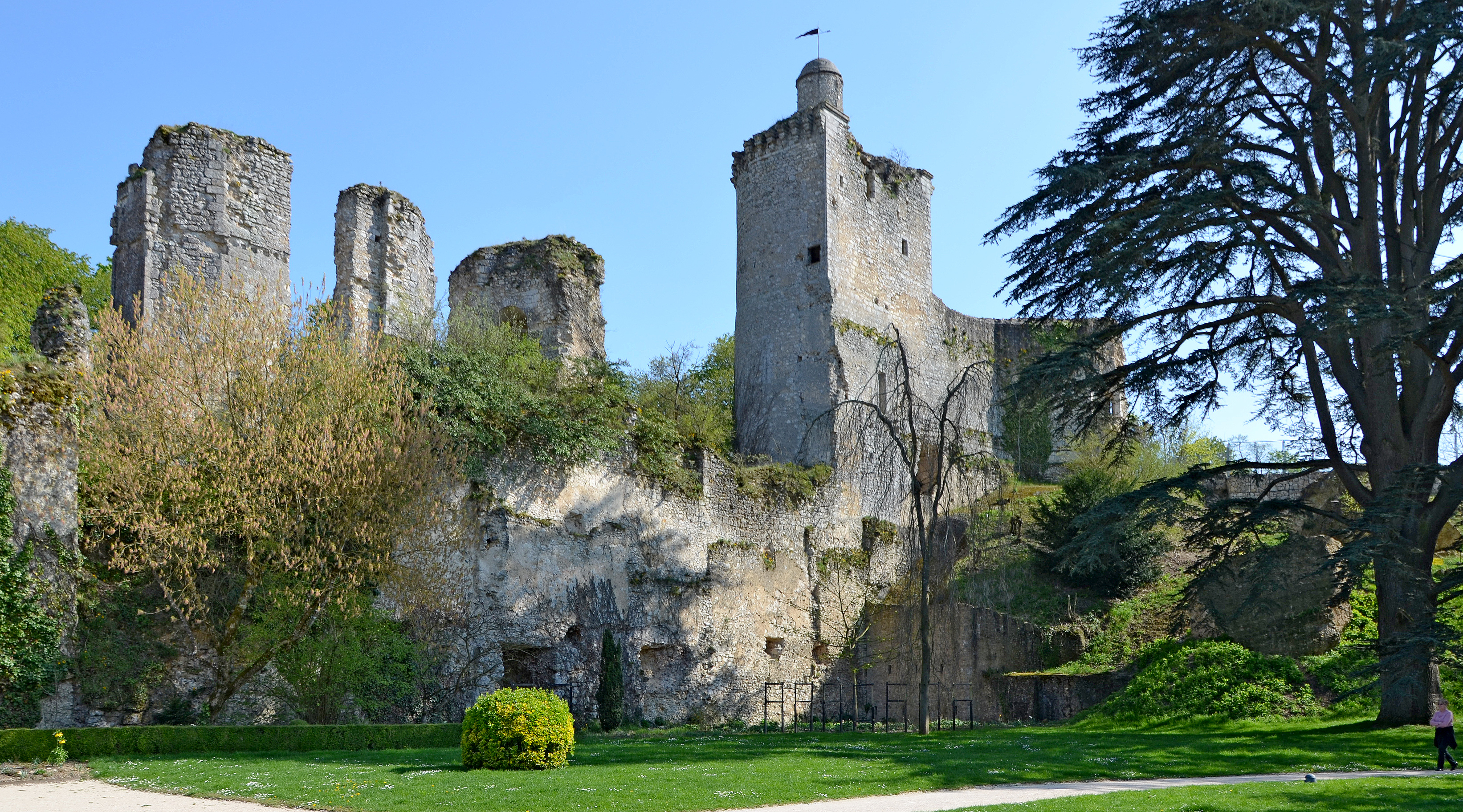
Ruines du château de Vendôme.
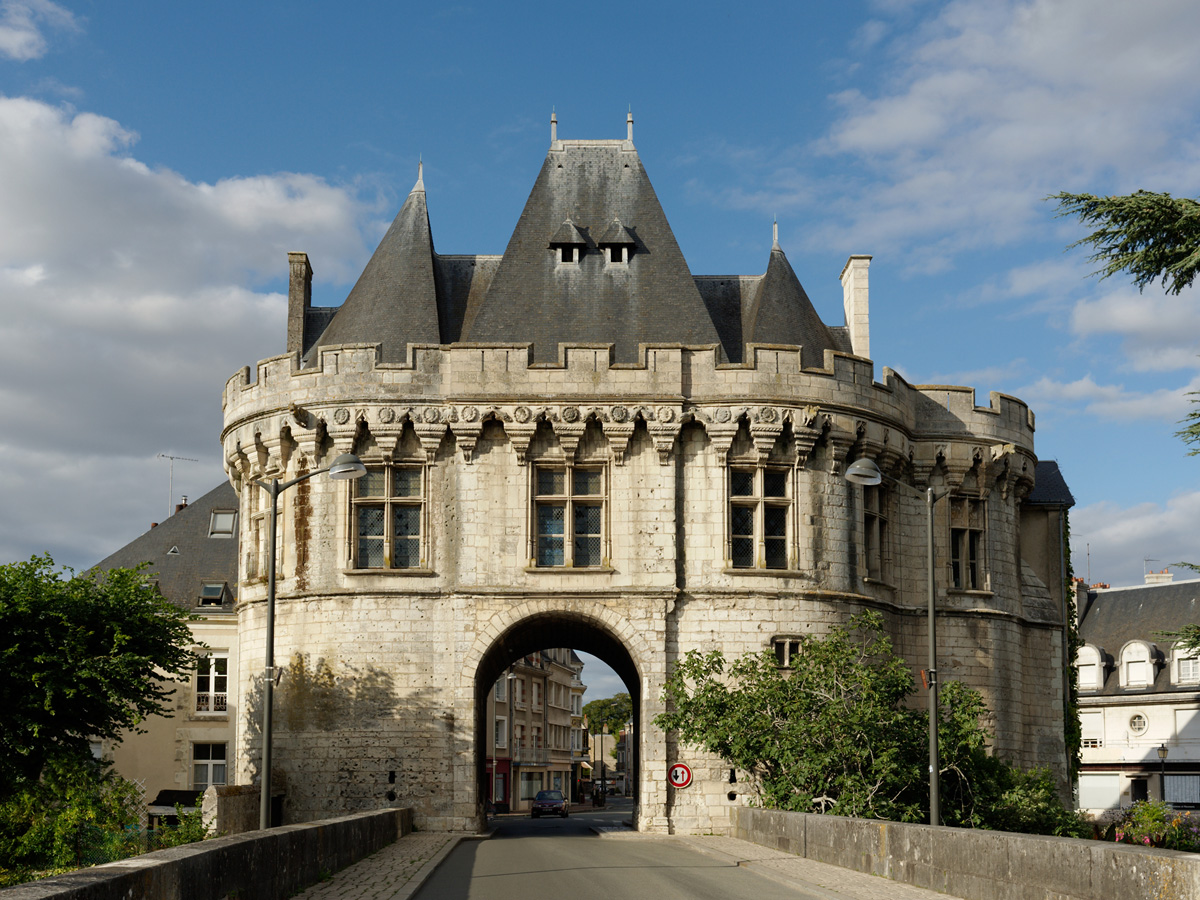
Porte Saint-Georges.

- L’hôtel de ville

Le duc César de Vendôme fonde en 1623 un collège qu’il confie à des oratoriens (congrégation religieuse établie en France au XVIIe siècle). Cet édifice change plusieurs fois de nom. École militaire royale à la fin du XVIIIe siècle, il devient le lycée Ronsard en 1930. En 1969-1970, un nouveau lycée est construit au nord de la ville. Les anciens locaux, inoccupés, sont aménagés en 1982 pour accueillir l’hôtel de ville. Honoré de Balzac (1799-1850) fut élève durant sept années, au début du XIXe siècle au collège de Vendôme. La tradition veut qu’il effectue ses punitions, enfermé dans un réduit de l’ancien hôtel du Bellay, connu aujourd’hui sous le nom d’hôtel du Saillant, et qui abrite l’office de tourisme.
- La tour de l’Islette

Elle fait partie des fortifications, construites au XIIIe siècle en bord du Loir. À partir du XVIIIe siècle, la tour comme les autres ouvrages défensifs sont délaissés, en partie abattus et réutilisés par les Vendômois. Au fil des siècles, les nombreuses crues du Loir endommagent les murs d’enceinte et les ponts alors en bois. Près de la tour de l’Islette, le pont Chartrain est ainsi reconstruit en pierre en 1691.
- La pente des petits jardins

Ces prairies humides au Moyen Âge vont recevoir au XIXe siècle les décombres de la ville. Finalement ce terrain en bord du Loir est réhabilité et devient le square Belot en 1898. Les militaires, installés dans l’abbaye de la Trinité, construisent les ponts de l’Islette et du Quartier pour désenclaver leur caserne. Sur la pente des petits jardins, chaque année, de nouvelles scènes florales sont composées en mosaïculture.
- Les maisons en pans de bois Plusieurs maisons médiévales du centre de Vendôme sont en pans de bois, mode de construction économique encore utilisé aux XVIIIe et XIXe siècles. Datée de la fin du XVe siècle, la maison Saint-Martin est constituée d’un assemblage de poteaux de bois reposant sur des sablières (poutres horizontales). Au rez-de-chaussée, quatre sculptures représentent, de gauche à droite : saint Martin, saint Jacques, saint Jean-Baptiste et saint Louis.

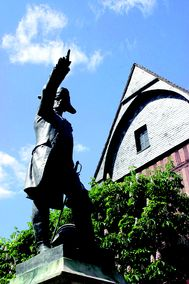
Statue de Rochambeau.

Les autres maisons suivantes sont remarquables :
- maison à pans de bois, 4, 6, rue de la Renarderie ;
- maison à pans de bois, 8, rue de la Renarderie ;
- maison à pans de bois, 10, 12, rue de la Renarderie.

- La statue de Jean-Baptiste Donatien de Vimeur, maréchal de Rochambeau, érigée en 1900 sur la place Saint Martin, témoigne d’un des nombreux faits d’armes de ce militaire de carrière. Aux côtés de George Washington, Rochambeau concourt à la victoire de Yorktown en 1781, pour la cause de l’indépendance américaine.
- Hôtel de la chambre des comptes.
- Porte Renaissance sculptée, classée, contemporaine du portail flamboyant de la Trinité, oubliée pendant plus de trente ans sous un coffrage de zinc. Elle est remise en valeur et accessible par le 8 place de la République (entrée par le magasin)[35].
- Logis des hôtes.
- Maison, 16, rue des Quatre-Huyes, à lucarne compagnonnique.
- Maison Fisseau, à côté de la porte Saint-Georges, qui date de 1947. Albert Fisseau, charpentier compagnon du devoir, a réalisé cette maison à pans de bois dont une des lucarnes est très ouvragée.
- La bibliothèque, dessinée par l’architecte Édouard Marganne, est construite de 1866 à 1868  pour abriter la bibliothèque, le musée et la société archéologique. Épargné par le bombardement de juin 1940, le bâtiment va alors devenir l’hôtel de ville. Les collections du musée rejoignent l’abbaye de la Trinité en 1953. Après aménagement, la bibliothèque occupe seule depuis 1986 les locaux tandis que l’hôtel de ville trouve place dans l’ancien lycée Ronsard. Gervais Launay (1804-1891), professeur de dessin au collège de Vendôme, passionné d’histoire et d’archéologie, a réalisé des aquarelles qui sont reprises pour illustrer les pupitres de ces deux circuits. Ses œuvres originales sont conservées à la bibliothèque de Vendôme.
- La place du marché, autrefois place du Pilori, lieu d’exécution publique supprimé au XVIe siècle, la place du Marché n’est à l’origine qu’une rue élargie. Pour remédier aux problèmes de circulation causés par le marché, la ville achète et démolit des maisons. L’actuelle halle couverte est inaugurée en 1896 et vitrée en 1981.

#### Les portes fortifiées
- La porte du Pont neuf, le pont de bois qui reliait la ville close à la basse-cour du château au XVIIIe siècle disparaît faute d’entretien. La porte du Pont neuf commande cet accès. Elle est le seul témoin de ce point de passage entre les deux enceintes fortifiées. Lors de la mise à sac de Vendôme le 19 novembre 1589, c’est par cette porte que s’engouffrent les troupes d’Henri IV prenant la ville après leur assaut victorieux du château.
- La porte Saint-Georges, la seule encore en place parmi les quatre qui contrôlaient l’accès dans la ville. En 1467, le comte Jean VIII la concède à perpétuité aux échevins qui décident d’y tenir leur assemblée. La porte est ornée d’un décor de médaillons au XVIe siècle. Les réunions du conseil municipal et les mariages s’y déroulent de nouveau depuis sa restauration en 1959 à la suite de l’incendie lié au bombardement de 1940.
- La porte d’eau, cette porte fortifiée au cours de la fin du XIIIe et au XVe siècle, est aussi appelée arche des Grands Prés, du nom des terrains qui l’environnent. Dès le Moyen Âge, la quantité d’eau du Loir est contrôlée pour alimenter les moulins de la ville. Ainsi, un barrage a été maçonné par les moines de la Trinité pour assurer le débit nécessaire à leur moulin dénommé « moulin Perrin ». Pierre de Ronsard (1524-1585) cite la vallée du Loir et le Vendômois dans ses écrits.

#### Le château et ses alentours
- Le château de Vendôme, classé aux monuments historiques par la liste de 1840, est malheureusement très endommagé. En contrebas, la rue Ferme constitue l’ancienne basse-cour du château, sorte de couloir de sécurité contrôlé par des portes fortifiées. Les demeures de la rue sont pour la plupart d’anciennes maisons des chanoines de la collégiale du château.

Délaissé par les ducs de Vendôme, le château est rattaché à la couronne en 1712 mais n’en obtient pas plus d’attention. En 1791, la ruine du château est confirmée par sa vente à divers propriétaires.
Le cèdre majestueux, planté en 1807, témoigne de son renouveau en tant que parc d’agrément. En mars 2001, l’effondrement d’une tour et d’une partie du mur d’enceinte explique de nos jours la position de vestiges à mi-pente du talus.
La collégiale Saint-Georges du château abrite, de sa fondation au XIe siècle jusqu’au XVIIe siècle, les tombeaux des comtes et ducs de Vendôme, notamment ceux de Jeanne d'Albret et d’Antoine de Bourbon, parents d’Henri IV. Le démantèlement du château, après la Révolution, va de pair avec celui de cette nécropole des Bourbon-Vendôme, déjà mis à mal par deux assauts (en 1562 par les huguenots et en 1793 par les révolutionnaires). Les haies d’ifs (plantées en 1935) matérialisent in situ le plan de l’édifice.
- Le château de l'oratoire de Courtiras du XVIIIe siècle, avec chapelle et bâtiments de servitude.

#### Patrimoine religieux
- L'abbaye de la Trinité

Elle est fondée en 1032, et voit la construction de la première église, qui dès 1056 échappe à la juridiction épiscopale chartraine pour être rattachée directement au pape (sur décision de Geoffroy Martel, qui l’a fondée). En 1271, cet édifice est jugé délabré par les moines qui décident de le reconstruire. Un nouveau chœur est édifié vers 1308. L’harmonie des proportions et les larges baies ornées de motifs en trèfles sont représentatives de l’architecture gothique rayonnante. Il semble que, dès le XIIe siècle, l’abbé cardinal ait eu une demeure séparée des dortoirs communs des moines. L’édifice actuel correspond à une partie de l’ensemble des logis construits au XVe siècle dans le style gothique flamboyant.
- La chapelle Saint-Jacques et la rue du Change.

Dès le XIIe siècle, ce lieu accueille des pèlerins en chemin vers Saint-Jacques-de-Compostelle. Cette chapelle de style gothique flamboyant résulte de transformations entreprises aux XVe et XVIe siècles. À partir de 1623, les Oratoriens, enseignants au collège situé à proximité, en font la chapelle de leur établissement. Désaffectée à la Révolution française, elle devient un magasin militaire puis une salle de spectacle. Elle est rendue au culte en 1826, pour le collège, puis lycée de Vendôme, devenu lycée Ronsard en 1930. Le lycée ayant été transféré dans le quartier des Rottes en 1972, la chapelle Saint-Jacques a été retransformée et aménagée, et elle accueille des expositions et des concerts depuis 1982. La rue du Change doit son nom au bureau de change attesté en 1354. Élargie au XIXe siècle, la rue devient piétonnière en 1978. La poste centrale actuelle s’est installée en 1956 dans un ancien grand magasin « Les Nouvelles Galeries » construit au début du XXe siècle.
- L’ancien Couvent des Cordeliers de Vendôme.

Au XIIIe siècle, après le départ des moines templiers, le couvent devient un des plus importants établissements de l’ordre des Cordeliers. En 1589, lors du siège de la ville par Henri IV, le couvent est pillé en représailles à l’esprit de résistance envers les huguenots instigué par les Cordeliers. Après la Révolution, des religieuses bénédictines du Calvaire achètent et agrandissent le couvent pour y installer une maison d’éducation. À partir de 1971, l’hôpital de Vendôme, propriétaire des lieux depuis 1964, y gère une maison de retraite.
- L'église Sainte-Marie-Madeleine.

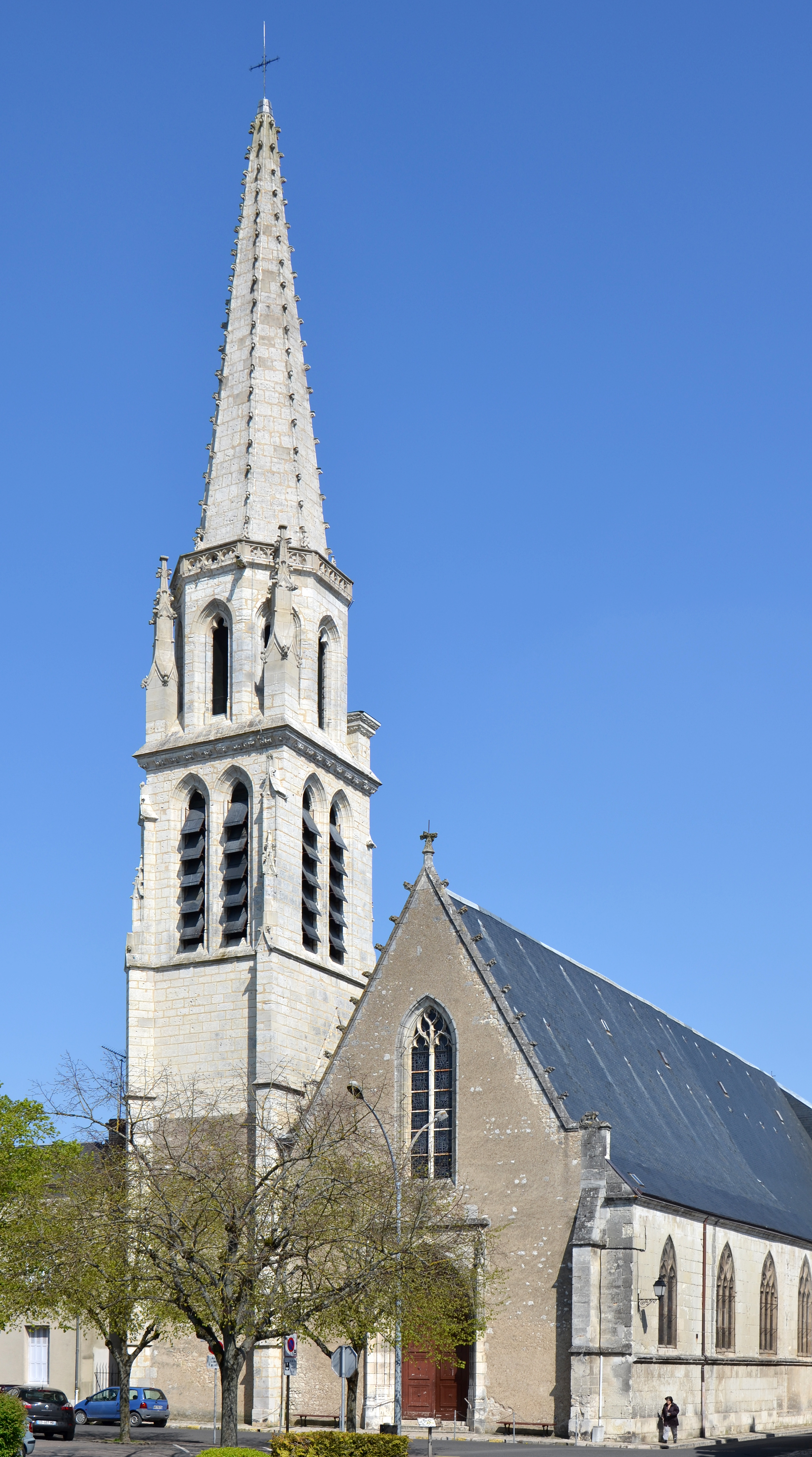
L’église Sainte-Marie-Madeleine.

Le 2 juin 1474, Jean VIII, comte de Vendôme, fonde l'église avec le soutien de ses habitants et notamment des confréries de vignerons et jardiniers cultivant de nombreuses terres maraîchères alentour. Si l’édifice est daté du XVe siècle, son intérieur a été restauré au XIXe siècle et présente un ensemble de vitraux de l’atelier Lobin de Tours. L’origine de l’hôpital qui jouxte la place de la Madeleine se situe vers 1620-1623 lorsque l’hôtel-Dieu est transféré en ce lieu par César de Vendôme. Comme tous les autres, l'église de la Madeleine est laïcisée à partir de 1905, tout en continuant à être une église paroissiale.
- La chapelle Saint-Pierre-de-la-Motte du XIe siècle

Elle appartenait à un prieuré dirigé par des moines de Saint-Georges-des-Bois. Vendue en 1791 et transformée plusieurs fois, il ne subsiste semble-t-il qu’un tiers de l’édifice. L’espace intérieur correspond à la sobriété extérieure de ce petit édifice roman.
- La tour Saint-Martin (ancienne église Saint-Martin)

Le beffroi est l’ancien clocher de l'église Saint-Martin, qui occupait presque tout l’espace de la place actuelle. Après la Révolution, de nombreuses transformations ont affaibli la structure de l’édifice et la voûte s’effondre en 1854. L’église est finalement démolie et son clocher (fin XVe début XVIe siècle) est converti en beffroi. Le carillon de la tour Saint-Martin évoque les seules villes détenues au XVe siècle par le dauphin Charles VII : « Orléans, Beaugency, Notre-Dame de Cléry, Vendôme…». L'horloge de la tour donne l'heure à la ville et sonne les heures et les demi-heures.

### Musée de Vendôme
Le musée a le label « musée de France ». Ses collections permanentes sont présentées dans une partie des bâtiments de l’ancienne abbaye de la Trinité. L'accès aux deux premiers étages se fait par un escalier en pierre du XVIIe siècle qui menait au dortoir des moines.
Les collections restituent Vendôme et ses environs, tant dans le domaine géologique qu'archéologique. Des métiers anciens, parfois disparus, sont évoqués dans la salle d'ethnologie à partir d'outils : tanneurs, gantiers, sabotiers. Dans le domaine des beaux-arts, le musée conserve quelques pièces remarquables : harpe de Marie-Antoinette, table du procès de Gracchus Babeuf.
- Œuvres picturales : décors peints par ou d'après[37] Nicolas Prévost provenant du château de Richelieu, tableau de Willem van Aelst : Nature morte datée et signée de 1663, tableau de l'école de van der Meulen représentant Louis XIV, tableaux de Georges-Antoine Rochegrosse. par des peintres non identifiés du XVIIIe siècle : Portrait de Lady Charlotte, Portrait de Marie-Thérèse de Saulx.
- La salle consacrée aux faïences révèle d'importantes productions de Rouen et Nevers

## Personnalités liées à la commune
- Nominoë : roi de Bretagne meurt à Vendôme le 7 mars 851. Une plaque, apposée au château de Vendôme, par l'association Dalc'homp Sonj commémore cet évènement.
- Geoffroy II d'Anjou : né le 14 octobre 1006, mort le 14 novembre 1060, comte de Vendôme de 1032 à 1056, comte d'Anjou de 1040 à 1060 et comte de Tours de 1044 à 1060. Il était de la famille des Ingelgeriens et fils de Foulques III Nerra  et d'Hildegarde.
- Pierre de Ronsard : ce poète de la cour apprécie la vallée du Loir et le Vendômois, berceau cher à son cœur car lieu de sa naissance ( il naît à Couture, à quelques kilomètres de Vendôme ) et théâtre de ses amours avec la belle Cassandre.

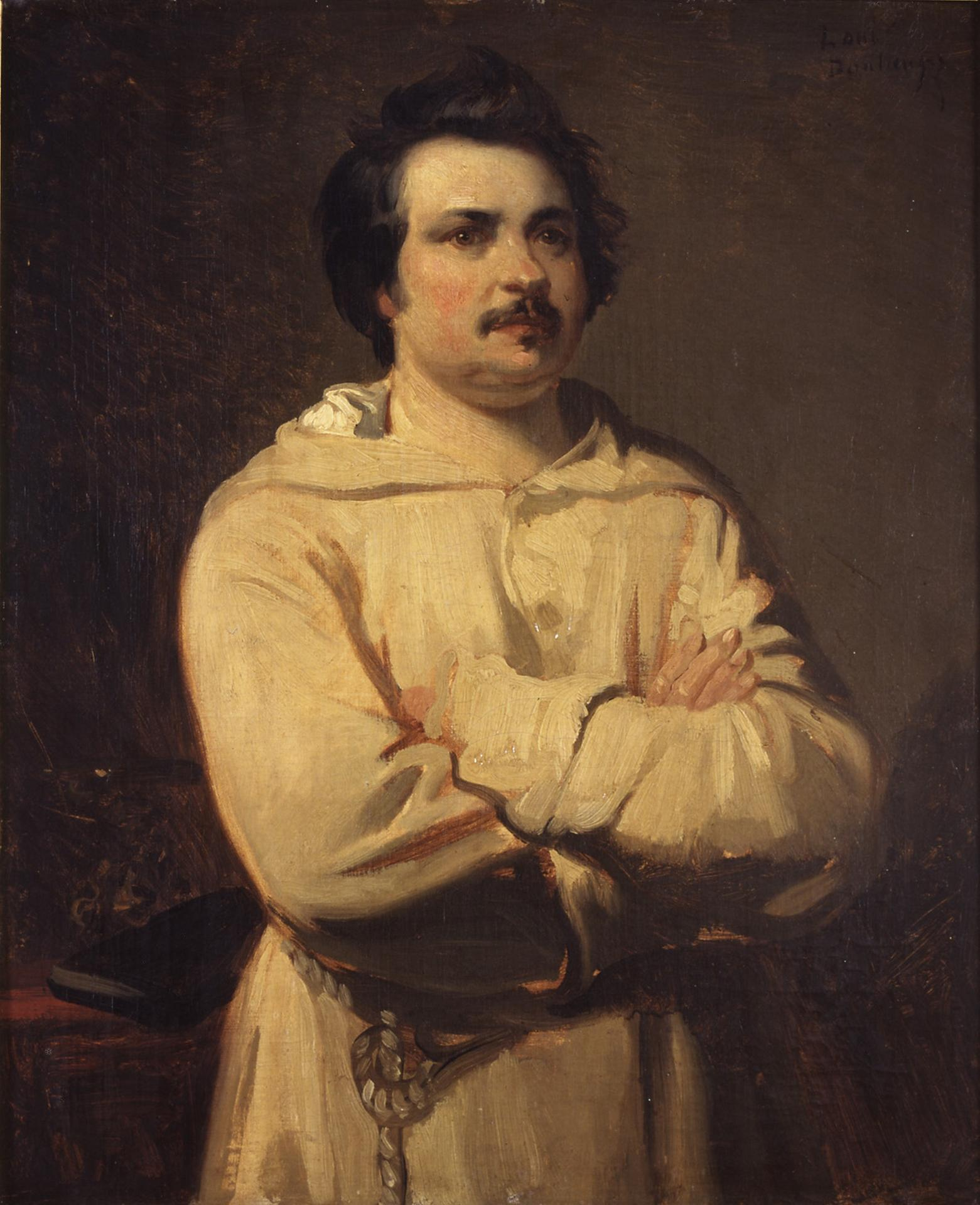
Louis Boulanger, Portrait d'Honoré de Balzac (1836), musée des Beaux-Arts de Tours.

- Honoré de Balzac : il évoque dans Louis Lambert ses sept années d’internat au collège de Vendôme. Ce livre nous fait découvrir la rigueur de la discipline, sans doute héritée du statut passé d’école militaire royale. Balzac est alors « l’écolier le moins agissant, le plus paresseux, le plus contemplatif et partant le plus puni ». Les réprimandes sont alors plus ou moins sévères : férule, pensum recopié dans les « culottes de bois », surnom donné aux lits fermés des dortoirs.
- Louis Ier de Bourbon-Condé : né à Vendôme le 7 mai 1530 général huguenot à l'origine de la maison de Condé.
- Henri IV : troisième duc de Vendôme, fils de Jeanne d'Albret et d’Antoine de Bourbon, attaque son château puis la ville pour soumettre les Ligueurs catholiques vendômois. Cet événement de novembre 1589 a marqué la mémoire collective locale. Le gouverneur Maillé de Bénéhart et un moine Cordelier sont d’ailleurs exécutés pour leur rébellion.
- Agathange de Vendôme (1598-1638): de son nom séculier François Nouri, est un prêtre franciscain de l'ordre des Capucins, missionnaire en Éthiopie né le 31 juillet 1598 à Vendôme.
- Le duc César de Vendôme : ce fils naturel de Gabrielle d'Estrées et d'Henri IV, est souvent au cœur de diverses intrigues d'état. Grand amiral de la Flotte et gouverneur de Bretagne, il partage son temps entre Paris et ses châteaux d’Anet et de Vendôme. Il est à l’origine de grands travaux locaux tels que la fondation du collège des Oratoriens (ancien lycée Ronsard et actuel hôtel de ville) et l’aménagement du château. Il meurt dans son hôtel particulier parisien, édifice qui donna plus tard, bien que détruit, son nom à la place Royale connue actuellement pour ses joailliers, la place Vendôme.
- Jean-Baptiste Donatien de Vimeur : futur maréchal de Rochambeau, né le 1er juillet 1725 à Vendôme. Il est enterré au cimetière de Thoré-la-Rochette, non loin du château familial.
- Jacques Adam, né à Vendôme en 1663, mort le 12 novembre 1735 à Paris - Membre de l'académie française au siège no 36.
- Pierre Honoré Robbé de Beauveset (1714-1794): poète libertin français qui naquit à Vendôme.
- Dom Jacques Le Clerc : prieur à Vendôme à l'époque de Guillaume Bouzignac et de Mersenne.
- Jean-Baptiste Crenière (1744-?), homme politique, député du tiers-état de Vendôme à l'Assemblée nationale constituante.
- Gracchus Babeuf : révolutionnaire français, guillotiné à Vendôme le 8 prairial an V (27 mai 1797)).
- Armand Bonnin de La Bonnière de Beaumont (1782-1859), sous-préfet de Vendôme de 1815 à 1824, auteur du rachat du château offert à la ville en 1818. Il meurt à Vendôme le 9 décembre 1859.
- Adolphe-Félix Gatien-Arnoult (1800-1886), homme politique né à Vendôme, maire de Toulouse, député de la Haute-Garonne de 1848 à 1849.
- Richard Lahautière : né le 21 mai 1813 à Paris il meurt à Vendôme le 27 juin 1882, avocat, journaliste et militant socialiste, il est l'une des figures principal du néo-babouvisme.
- Louis Marie Charles de Bodin, comte de Galembert (1813-1891) : artiste peintre, archéologue et historien né à Vendôme.
- Armand Queyroy (1830-1893), graveur aquafortiste, né à Vendôme. Il participe à la création du musée de la ville.
- Charles Le Myre de Vilers : né le 17 février 1833 à Vendôme, gouverneur de la Cochinchine française.
- Pierre Berger, homme politique né le 27 octobre 1873 à Vendôme (Loir-et-Cher) et mort le 15 septembre 1932 à Vendôme.
- Gabriel Chevallier (1880-1969) : homme politique français, y est mort.
- Raymont Amiot (1888, Langey, Eure-et-Loir – 1968, Vendôme, Loir-et-Cher), vétérinaire, membre de l’Académie vétérinaire de France, ayant fait notablement progresser la médecine vétérinaire et humaine par ses travaux de chirurgie et de biologie, proche de Gaston Ramon. Prix Émile Thierry, prix de la Société centrale de médecine vétérinaire, nombreuses décorations militaires. Principal ouvrage grand public : Le Cheval, coll. « Que sais-je ? », PUF, 1949.
- René Desvaux : né le 8 septembre 1921 à Vendôme, Résistant et déporté le 16 avril 1943 par le transport I93 parti de Compiègne pour le K.L. de Mauthausen. Affecté au Kommando de Loibl PAss le 2 juin 1944. Transféré à Hartheim et assassiné par gaz le 27 septembre 1944.
- Alain Cavalier, réalisateur français, y est né en 1931.
- Daniel Jouanneau, diplomate et haut fonctionnaire français, né à Vendôme le 15 septembre 1946.
- Jean-Paul Rabier, joueur puis entraîneur de football, né à Vendôme en 1955.
- Marie-Amélie Le Fur : athlète handisport y est née le 26 septembre 1988. Elle a notamment gagné lors des Jeux paralympiques d'été de 2012 une médaille d'or au 100 mètres, une d'argent sur 200 mètres et une de bronze au saut en longueur.
- Ludovic Chorgnon, sportif français connu pour avoir enchainé en 2015, 41 triathlons sur distance ironman, habite à Vendôme[38].
- Mouctar Diakhaby, footballeur né à Vendôme en 1996, et joue à Valence en Espagne.
- David Pelletier, né le 23 juin 1992 à Vendôme, artiste, réalisateur, illustrateur

### Héraldique et blason
| Blason de Vendôme. | Les armes de Vendôme se blasonnent ainsi : d'argent au chef de gueules, au lion d'azur, armé, lampassé et couronné d'or, brochant sur le tout. |